# Università Clermont-Auvergne
L'Università Clermont-Auvergne (Université Clermont-Auvergne) è un'università francese situata a Clermont-Ferrand, in Auvergne (regione Auvergne-Rhône-Alpes). È stata fondata il 1 gennaio 2017 dalla fusione delle due precedenti università dell'Alvernia, le università dell'Alvernia (Clermont-I) e Blaise-Pascal (Clermont-II). Ha ottenuto il marchio di eccellenza “Label I-Site” nel 2017.

## Insegnante famoso
- Mario Ascheri, storico italiano.